# Grec cretenc
El grec cretenc (grec: kritikí diálektos, Κρητική διάλεκτος o kritiká Κρητικά) és un dialecte de la llengua grega, parlat per més de mig milió de persones a Creta, i per uns bastants milers més de la diàspora grega.
Aquest és el dialecte parlat per la majoria dels grecs de l'illa de Creta i pels llurs emigrats a altres ciutats gregues, especialment a Atenes. Als principals centres de la diàspora grega, el dialecte es continua fent servir, sobretot als Estats Units, Austràlia i Alemanya. A més, els descendents de molts musulmans que van ser expulsats de l'illa de Creta a principis de segle XX també el segueixen utilitzant. A Turquia, se'ls anomena turcs cretencs. Hi ha un altre grup de musulmans cretencs a la ciutat costanera d'Al Hamidiyah, a Síria, i als territoris veïns del Líban.

## Història i literatura
Les matinades (grec: μαντινάδες, paraula d'origen venecià) són parelles de rodolins improvisats que es canten durant la música de dansa. Solen tenir tema satíric o romàntic.
L'obra mestra de la literatura cretenca cultista és el poema èpic Erotokritos. Fou escrit per Vitsentzos Kornaros (1553-1613) al voltant del 1600, té més de 10.000 versos de quinze síl·labes (pentadecasíl·labs), rimant en rodolins i narrant les tribulacions de dos joves amants, Erotokritos i Aretousa, filla d'Hèracles, rei d'Atenes.
Després de la conquesta turca, a finals del segle xvii, van aparèixer les cançons clèftiques (grec: κλέφτες), que són romanços cantats sobre els fets dels bandolers grecs que vivien a la muntanya per fer la guerra de guerrilles contra els turcs (suposadament), o perquè havien fugit per deutes, revenges, o crims.
El grec cretenc conté influències d'altres idiomes, però sobretot en el lèxic ha incorporat paraules de l'àrab, del venecià i del turc.
- La conquesta de Creta pels àrabs, del 828 al 961, de més d'un segle, ha deixat principalment topònims.

- El domini de la República de Venècia, de 1205 a 1669, de gairebé cinc segles, ha deixat una forta influència en els topònims, i un gran lèxic d'origen venecià.
- Amb el domini otomà, de 1669 a 1898, de més de dos segles, van entrar-hi moltes paraules del turc.
- Des del començament del segle xx, i amb l'evolució de la tecnologia i l'aparició del turisme, s'han incorporat paraules de l'anglès, el francès i l'alemany.

## Característiques fonològiques
- Palatalització. El grec estàndard ja té una alternança al·lofònica entre les consonants velars ([k], [ɡ], [x], [ɣ]), i les seves parelles palatalitzades ([c], [ɟ], [ç], [ʝ]), que apareixen davant de vocals anteriors (/i/, /e/). Als dialectes del sud (Creta, Xipre), la palatalització arriba fins a les africades palatoalveolars ([tʃ], [dʒ], [ʃ], [ʒ]), per exemple [tʃe] versus estàndard [ke] per a la conjunció i, o la diferència més evident amb la freqüent paraula no, que en cretenc sona ['oʃi] versus estàndard ['oçi].

## Característiques gramaticals
- inda? en comptes de ti? En grec estàndard, el pronom interrogatiu 'què?' és ti. A Creta i a les Illes Cíclades és inda.

## Característiques lèxiques
- Ús de κοπέλι [ko'peʎi] ('nen, fill') i κοπελιά [kope'ʎa] ('nena, filla'), en comptes de les formes de l'estàndard αγόρι [a'ɣori] ('nen') i κορίτσι [ko'ritsi] ('nena').